# Nút giao thông Guri
Nút giao thông Guri (Tiếng Hàn: 구리 나들목, 구리IC) còn được gọi là Guri IC là nút giao thông số 10 của Đường cao tốc vành đai 1 vùng thủ đô Seoul nằm ở Inchang-dong, Guri-si, Gyeonggi-do. Vì nó tạo thành một nút giao thông ba cấp với Đường cao tốc đô thị Bukbu nên rất thuận tiện để tiếp cận Namyangju-si, Yangpyeong-gun, Guri-si và Jungnang-gu, Seoul.

## Lịch sử
Nó được thiết kế và xây dựng theo cấu trúc giao nhau lập thể với Đường cao tốc đô thị Bukbu, nhưng ngay sau khi mở cửa vào năm 1992, Đường cao tốc đô thị Bukbu vẫn chưa được khai thông nên đã xử lý lượng giao thông bằng phương thức giao nhau phẳng giữa quốc lộ 43 và hình chữ T.
- 31 tháng 12 năm 1987: Để xây dựng nút giao thông mới, Trung tâm Quy hoạch Đô thị Guri đã công bố khu vực Inchang-dong, Guri-si là Nút giao thông Guri[1]
- 10 tháng 12 năm 1992: Bắt đầu với việc khai trương đoạn Namyangju-Guri của Đường cao tốc vành đai ngoài Seoul[2]

## Thông tin cấu trúc
Đây là nút giao thông ba chiều kiểu cỏ ba lá có đường dốc trực tiếp và đoạn đường nối chạy từ hướng Uijeongbu trên Đường cao tốc vành đai 1 vùng thủ đô Seoul đến hướng Guri trên Quốc lộ 43 được kết nối trực tiếp.
- Vị trí: Inchang-dong, Guri-si, Gyeonggi-do

## Lối vào nút giao thông
- Donggureung-ro (Quốc lộ 43, Quốc lộ 46)
- Đường cao tốc đô thị Bukbu (Bukbuganseondoro)